# Ami Onuki
Ami Onuki (大貫 亜美, Ōnuki Ami) est une chanteuse, musicienne et membre du groupe de J-pop PUFFY, avec Yumi Yoshimura.

## Vie privée
Elle est mariée à Teru, le chanteur du groupe de rock Glay, avec lequel elle donnera naissance à une fille en mars 2003.